# Șoimușu Mic
Șoimușu Mic (węg. Kissolymos) – wieś w Rumunii, w okręgu Harghita, w gminie Săcel. W 2011 roku liczyła 433 mieszkańców.